# 卡莉絲塔·佛克哈特
卡莉絲塔·凱·佛克哈特（英語：Calista Kay Flockhart，1964年11月11日—），是一名美國女演員。知名作品有《艾莉的異想世界》（1997年至2002年）、中的艾莉·麥比爾《家族風雲》（2006年至2011年）中的凱蒂·沃克、《女超人》（2015年至2017年）中的凱特·葛蘭特。她亦曾演出數部電影：喜劇片《鳥籠》（1996）、浪漫喜劇片《仲夏夜之夢》（1999）、劇情片《寂寞城市》（2000）。
佛克哈特曾獲得金球獎及美國演員工會獎，並曾三度獲得艾美獎提名。

## 外部連結
- 卡莉絲塔·佛克哈特在互联网电影资料库（IMDb）上的資料（英文）
- 在AllMovie上卡莉絲塔·佛克哈特的頁面（英文）
- 互聯網百老匯資料庫（IBDB）上卡莉絲塔·佛克哈特的資料（英文）
- 互联网外百老汇数据库（IOBDB）上卡莉絲塔·佛克哈特的資料（英文）
- Calista Flockhart at Emmys.com